# Термайке Имере
„Термайке Имере“ (на гръцки: Θερμαϊκαί Ημέραι) е литературно списание, излизало в Солун от 1909 година.
Публикува се седмично. В превод от катаревуса името му означава Терменски дни, като се използва Терме – старото име на Солун. Това е второто гръцко солунско списание след „Аристотелис“. Тези 2 списания излизат, още докато градът е в Османската империя. Пръв управител на „Термайке Имере“ е Христос Гугусис.